# Gasseltépaoua
Gasseltépaoua est une localité située dans le département de Baraboulé dans la province du Soum de la région Sahel au Burkina Faso.